# Normandia neocaledonica
Normandia neocaledonica är en måreväxtart som beskrevs av Joseph Dalton Hooker. Normandia neocaledonica ingår i släktet Normandia och familjen måreväxter. Inga underarter finns listade i Catalogue of Life.